# Суво
Суво (рос. Суво) — село Баргузинського району, Бурятії Росії. Входить до складу Сільського поселення Сувінське.
Населення — 382 особи (2015 рік).